# Lonicera periclymenum
Madreselva de los bosques (Lonicera periclymenum) es una especie de planta trepadora perteneciente a la familia de las caprifoliáceas.

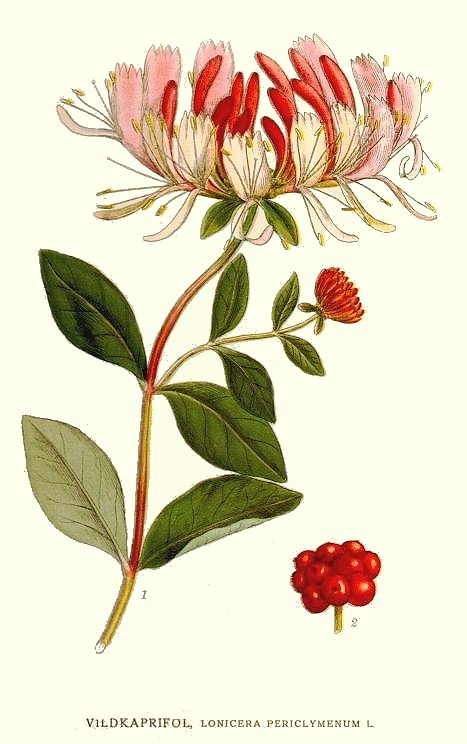
(Ilustración

## Descripción
Es un arbusto trepador caducifolio de hojas opuestas, simples, libres, limbo lanceolado-elíptico, pecioladas las inferiores, sentadas las superiores; e inflorescencia capituliforme pedunculada de flores amarilláceas con forma de trompeta, hermafroditas, zigomorfas, pentámeras. Su polinización la llevan a cabo abejas o polillas.  
Sus frutos son bayas de color rojo, algo tóxicas para el ser humano. A pequeñas dosis pueden ser purgantes y diuréticos, pero pueden producir trastornos digestivos, cardíacos o incluso la muerte si son consumidos en grandes cantidades.

## Hábitat
Puede crecer más de 10 m de alto. Es originaria de Europa, tan al norte como el sur de Noruega y Suecia. Se encuentra con bastante frecuencia en bosques o boscajes. Se cultiva como planta ornamental.

## Taxonomía
Lonicera periclymenum fue descrito por Carlos Linneo y publicado en Sp. Pl. 173 1753.
Citología
Número de cromosomas de Lonicera periclymenum (Fam. Caprifoliaceae) y táxones infraespecíficos:  n=18
Etimología
Lonicer: nombre genérico otorgado en honor de Adam Lonitzer (1528-1586), un médico  y botánico alemán, notable por su revisada versión de 1557 del herbario del famoso Eucharius Rösslin (1470 – 1526)
periclymenum: epíteto que deriva del griego periclumenum "bañado en todo", porque algunas especies de madreselvas, tienen soldadas las hojas basales permitiendo que el agua se acumule en un pequeño cuenco.
Sinonimia
- Caprifolium distinctum Moench
- Caprifolium germanicum Röhl.
- Caprifolium periclymenum Delarbre
- Caprifolium quercifolium Meigen
- Caprifolium semperflorens Dippel
- Euchylia verticillata Dulac
- Lonicera germanica F.Dietr.
- Lonicera hispanica Boiss. & Reut.
- Lonicera odora Salisb.
- Periclymenum germanicum Mill.
- Periclymenum serotinum Aiton ex Steud.
- Periclymenum vulgare Mill.[5]

## Nombres comunes
Bidaqueira, chupamiel, descuernacabras, enredadera silvestre, escuernacabras, hierba enredadera, madre de selva, madreselva, madreselva vulgar, madresilva, mariselva, marisilva, matrisilva, periclimeno, samuso, sogüeña, sogüeñas, virginia.